# Django ne pardonne pas
Pour les articles homonymes, voir Django.
Pour plus de détails, voir Fiche technique et Distribution.
Django ne pardonne pas (Mestizo) est un western spaghetti hispano-italien sorti en 1966, réalisé par Julio Buchs.
Antonio Pérez Olea a été récompensé pour la musique du film par le Círculo de Escritores Cinematográficos en 1966.

## Synopsis
Un chasseur métis, de mère indienne et de père anglais, s'enrôle dans la police montée. Il veut ainsi se venger d'un officier qui a déshonoré sa sœur, qui s'est ensuite pendue. Mais les choses se compliquent quand éclate une révolte indienne : il va falloir choisir entre deux camps.

## Fiche technique
- Titre français : Django ne pardonne pas
- Titre original espagnol : Mestizo
- Titre italien : Django non perdona
- Réalisation : Julio Buchs
- Scénario : Julio Buchs, Bautista Lacasa, José Luis Martínez Mollá
- Musique : Antonio Pérez Olea
- Production : José Frade, Luis Méndez pour Atlántida Films, José Frade Producciones Cinematográficas S.A.
- Pays de production :  Espagne,  Italie
- Genre : Western spaghetti
- Durée : 95 min
- Année de sortie : 1966
- Montage : José Antonio Rojo
- Photographie : Francisco Sempere, Francisco Sánchez
- Langue : espagnol
- Produit financier : 216.707,31 €
- Date de sortie en salle en France : 5 janvier 1972[2]

## Distribution
- Hugo Blanco (es) : Peter Lembrock
- Gustavo Rojo : Caporal Lex
- Susana Campos : Helen Patterson
- Luis Prendes (es) : Capitaine Dickinson
- Carlos Casaravilla (es) : Bunny
- Armando Calvo : Lecomte
- Alfonso Rojas : Sergent O'Neil
- Ricardo Canales (es) : Renoir
- Ángel Ortiz : Brandon
- Luis Marín : Tallow
- Milo Quesada : Lieutenant
- Luis Induni : Bordeaux
- Fernando Sánchez Polack (es) : Louis Riel
- Frank Braña : acolyte de Lecomte
- Nuria Torray : Paulette Renoir